# Pabneukirchen
Pabneukirchen è un comune austriaco di 1 718 abitanti nel distretto di Perg, in Alta Austria; ha lo status di comune mercato (Marktgemeinde).